# Боровик Дмитро Миронович
Боровик Дмитро Миронович (* 26 жовтня 1876, хутір біля села Булгаково, тепер село Новогеоргіївка, Баштанський район, Миколаївська область — † 4 грудня 1920, Владивосток, тепер РФ) — український громадський діяч на Далекому Сході (у Зеленому Клині), редактор і видавець першої української газети на Далекому Сході «Українець на Зеленому Клині», делегат 4 українських Далекосхідних з'їздів, один із основоположників українського самостійницького руху на Далекому Сході. Входив до числа фундаторів товариства «Просвіта» та клубу «Українська хата» у місті Владивосток.

## Біографія
Після закінчення Одеської реальної школи Святого Павла поступив на агрономічне відділення Ризького політехнікуму. Навчаючись на 3-му курсі, вступив до Революційної української партії. По закінченні політехнікуму вчився на фізико-математичному факультеті Новоросійського університету в Одесі. У рік закінчення університету (1906) заарештований як активний учасник РУП.
З 1904 по 1906 рік в с. Полтавка (нині Баштанка) Херсонського повіту  діяв український соціалістичний гурток який організував Дмитро Боровик, до якого увійшли видні і розвинуті селян. 1906 року органами поліції було розгромлено гурток, більшість членів заарештовано, та заслано . 
Після року ув'язнення в одиночній камері Одеської в'язниці восени 1907 засуджений на 5 років заслання до Туруханського краю. Під час заслання працював завідувачем метеорологічної станції спершу на півночі Туруханщини, а пізніше і в самому місті Туруханську (нині село), куди був переведений через погіршення стану здоров'я. Після звільнення (вересень 1912) жив і працював у містах Рига, Одеса, Санкт-Петербург та Миколаїв.
У вересні 1916 призначений на посаду фізика Владивостоцької метеорологічної станції, яку обіймав до самої смерті. Тут його й захопили бурхливі події Лютневої революції 1917 р. З перших же днів революції Дмитро Миронович поринає в місцеве українське громадянське життя, ставши одним з організаторів Владивостоцької Української Громади, яка влітку 1917 р. нараховувала вже 3 тис. членів.
Пізніше по розвалі владивостоцької Громади, Д. М. Боровик став одним з фундаторів і створеної у Владивостокі на початку 1918 р. "Просвіти", був засновником і головою (1918-1920) клубу "Українська хата", що об'єднав "культурнійшу верству міського і окружного українства, трудящу інтелігенцію". Був членом з вироблення статуту Владивостоцької Української Окружної Ради. Дмитро Миронович брав участь у роботі і всіх чотирьох Українських Далекосхідних з'їздів, що відбулися в 1917-1918 рр. Працюючи в комісіях та виконуючи обов'язки секретаря ІІІ-го (квітень 1918 р.) та ІV-го (жовтень 1918 р.) з'їздів, він багато спричинився до випрацювання програм далекосхідного українського руху, докладаючи значні зусилля у боротьбі з демагогічними впливами лівих, комунофільствуючих сил. В 1917-1918 рр. неодноразово висувався кандидатом від українських організацій до Владивостоцької міської думи і 1920 р. був обраний її радним. Працюючи, він своє головне завдання бачив  у тому, щоби "завдання Товариства провадилося шляхом, що веде народ до вільного, культурного та заможнішого життя".
Але мабуть найголовніше він відзначився як палкий публіцист, виступаючи на сторінках заснованої ним газети "Українець на Зеленому Клині". Ця газета, перше число якої вийшло у Владивостоці 30 квітня 1917 р., стала першою українською газетою не лише на Далекому Сході, а і взагалі в Азії. Газета редагована Дмитром Боровиком мала дуже великий вплив на розвиток українського політичного життя на Далекому Сході, а його статті в тижневику на політичні теми, про українську мову в Богослужіннях, у справах громадської праці, як свідчить безпосередній учасник подій та видатний український історик Зеленого Клину Іван Світ, можуть мати значення навіть сьогодні, "такі вони актуальні та добре написані".

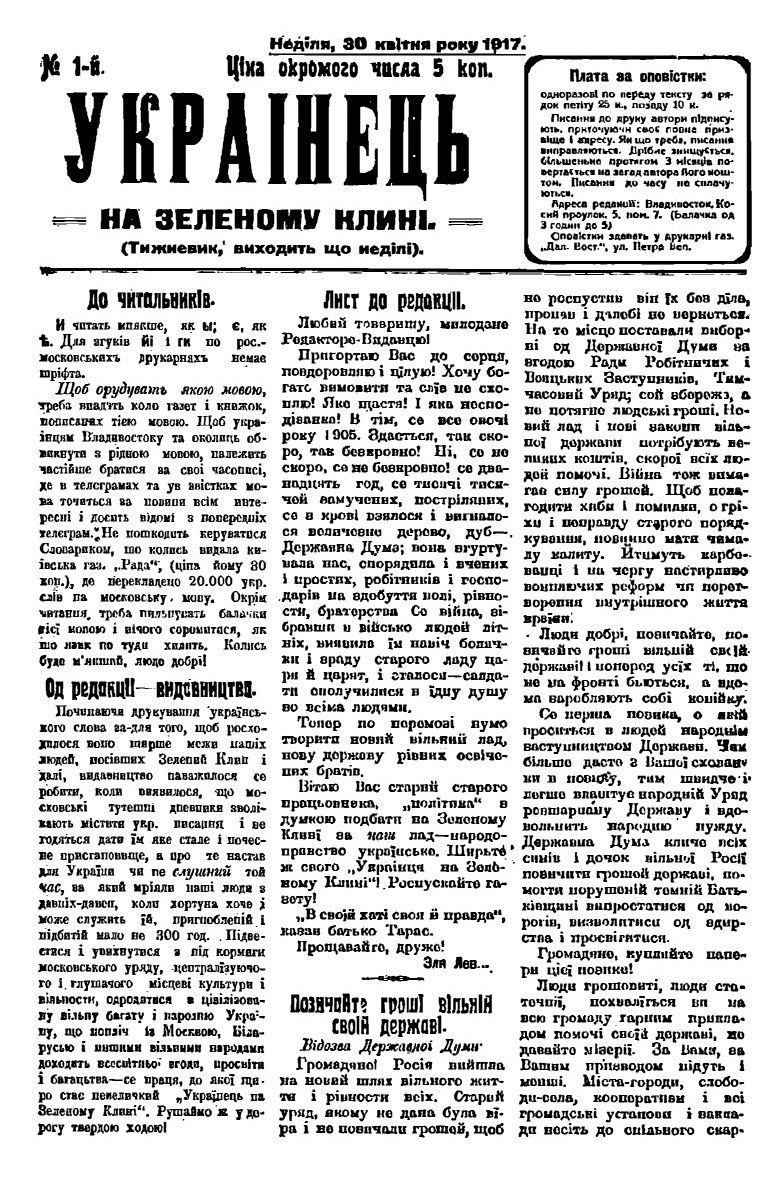
Перше число гезети "Українець на Зеленому Клині" від 30 квітня 1917 року. м.Владивосток. Редактор Дмитро Боровик.

На сторінках газети Дмитро Миронович гостро реагував на всі події в українському національному русі як на Україні, так і на Далекому Сході, просвічував своїх земляків, закликав до єдності, ганьбив всі вади в місцевому українському громадському житті та ворожу до українства політику більшовиків.  Як зазначав І. Світ, українське громадянське життя на Далекому Сході "сильно коливалось, чергувалися активність й занепад й редактор Д. Боровик реагував на ці занепади гостро та сильно. Його перо не знало пощади".
Протягом 1917-1918 рр. зусиллями Дмитра Боровика вийшло 39 чисел "Українця на Зеленому Клині". В 1919 р., за диктатури Колчака, довелося випустити тільки два числа і останнє, 42-ге число, присвячене 59-м роковинам від дня смерті Т. Г. Шевченка, Дмитро Миронович спромігся видати 25 березня 1920 р. В важких умовах революції й громадянської війни газета з'являлась, головним чином, завдяки його особистій жертовності. 
Будучи людиною неміцної будови, до того й з попсованим вищенаведеними пригодами здоров'ям Дмитро Миронович працював на громадській роботі, як не працюють і здорові. Він відмовляв собі у самому необхідному, ощаджуючи гроші - чи на видання українського часопису, чи на другу українську справу. Як свідчив один його сучасник, Дмитро Боровик "Робив і ті малі діла, про які іноді багато балакають, а ніхто за їх не береться - він уриваючи хвилини часу від праці на посаді і праці громадській, - вчив малих дітей грамоті, вчив нікому про це не розповідаючи і не вихваляючись". Дмитро Миронович не тільки брав на свої плечі ту надмірну працю, яку на його накладала громада, а "сам хапав, вишукував для себе роботу, на яку тратив і кошти і сили".
Тяжка праця й важкі умови життя підірвали його здоров'я. Працюючи на ІІІ Українському Далекосхідному з'їзді, він простудився і занедужав. Те саме трапилося і під час ІV-го з'їзду, після якого він тяжко захворів на плеврит, але не шкодував здоров'ям і знов і знов працював на українській ниві. Весною 1920 р. він занедужав сухим плевритом. Скрутні матеріальні обставини не дали змоги для відповідного лікування. До того ж дали себе взнаки наслідки в'язниць та заслання - потайні сухоти, а потім сухоти горла і 4 листопада 1920 р. Дмитра Мироновича не стало. "Вмер він на коні (сцені - В.Ч.) боротьби за волю українського народу. Вмер на чужині, не здійснивши самої палкої своєї мрії - бодай перед смертю побувати на Україні". Як зазначала газета "Українська думка", що видавалася заснованою ним "Просвітою", "все життя його було боротьбою за визволення України. Боротьбою з байдужістю мас і несвідомістю народу".
Він похований у Владивостоці, у землі Зеленого Клину, яка дала останній притулок сотням тисяч українців. Місце поховання його невстановлене, немає могили, плити, до якої ми могли б прийти, щоб віддати данину його пам'яті. Але, як відомо, люди живуть, поки про них пам'ятають…" 

## Вшанування пам'яті
Відповідно до розпорядження Баштанського міського голови від 18.02.2016 року, одну з вулиць міста Баштанка перейменовано на вулицю  Дмитра Боровика.